# Dionisio Bardaxí y Azara
Dionisio Bardaxí y Azara (Puyarruego, 7 de outubro de 1760 - Roma, 3 de dezembro de 1826) foi um cardeal do seculo XIX

## Biografia
Nasceu em Puyarruego em 7 de outubro de 1760, Puyarruego, diocese de Barbastro, Espanha. Filho primogênito de José Juan de Bardaxí y Barrau (1735-1802), senhor de Vilanova, e de María Ana de Azara y Perera (1739-1822). Sobrinho de Joséf Nicolás de Azara (1730-1804), embaixador de Espanha em Roma (1784-1798) e ministro do Conselho de Estado espanhol; e de Eusebio de Azara (1727-97), bispo de Ibiza (1787) e de Barcelona (1791). Irmão de Eusebio Bardaxí (1776-1842), secretário de Estado (1821-1822) e presidente do Governo (1837). Tio-avô, por parte de pai, do cardeal Antonio María Cascajares y Azara (1895). Seu sobrenome também está listado como Bardají.
Estudou na Universidade de Huesca, onde obteve o doutorado em direito canônico em 1777.
Ordenado, 1785 (nenhuma informação adicional encontrada). Prior de Santa Ana de Barcelona . Auditor da Sagrada Rota Romana do Reino de Aragão, 1791. Recebeu a Cruz de Cavaleiro da Ordem de Carlos III. Mestre de escola do cabido da catedral de Múrcia. Arquidiácono de Trujillo, Plasencia. Arcipreste de Belchite, Zaragoza. Chantre do cabido da catedral de Huesca. Encarcerado pelos franceses no Castelo Sant'Angelo, Roma; transferido para Grenoble e depois para o forte de Pierre-Chatel, 1812; e finalmente para Nevers, 1814. Retornou a Roma no final de 1815.
Criado cardeal sacerdote no consistório de 8 de março de 1816; recebeu o chapéu vermelho em 11 de março de 1816; e o título de Ss. XII Apostoli, 29 de abril de 1816. Optou pelo título de S. Agnese fuori le Mura, 27 de setembro de 1822. Participou do conclave de 1823, que elegeu o Papa Leão XII. Sofreu de uma surdez aguda nos últimos anos de sua vida.
Morreu em Roma em 3 de dezembro de 1826. Exposto na igreja de S. Salvatore em Lauro, Roma, onde ocorreu o funeral, e enterrado em seu título